# Сарачинеско
Сарачинеско (итал. Saracinesco) — коммуна в Италии, располагается в регионе Лацио, в провинции Рим.
Население составляет 169 человек (2008 г.), плотность населения составляет 15 чел./км². Занимает площадь 11 км². Почтовый индекс — 20. Телефонный код — 0774.
Покровителем коммуны почитается святой архангел Михаил, празднование в последнее воскресение сентября.

## Демография
Динамика населения:

## Администрация коммуны
- Официальный сайт: